# The Letter's Mission
The Letter's Mission è un cortometraggio muto del 1913. Il nome del regista non viene riportato nei credit.

## Trama
Tom Gallagher è un ragazzo irlandese che lavora come giovane d'ufficio presso il signor Carney. Il terribile Tom combina un sacco di guai, provocando quasi la rottura del matrimonio del suo datore di lavoro. E non si accontenta solo di mettere nei guai Carney , ma crea attrito tra la cuoca Bedelia e l'agente O'Brien, facendo litigare furiosamente Gwendolyn, la figlia di Carney con il fidanzato Harold. Alla fine, tutto si risolve e ci si libera finalmente di Tom.

## Produzione
Il film fu prodotto dalla Essanay Film Manufacturing Company.

## Distribuzione
Distribuito dalla General Film Company, il film - un cortometraggio di una bobina - uscì nelle sale cinematografiche USA il 21 maggio 1913.